# 델로스 집회
델로스 집회(Delos symposium)는 인간의 거주에 관해 다양하게 연구하는 인간 거주 공학적 문제를 논하는 포럼이다.
델로스 선언은 1963년 세계각국의 도시연구자 33인의 집회에서 채택된 선언이다. 델로스섬(Delos)은 지중해내에 있는 에게해(海)의 고도(孤島)이다. 기원전에 벌써 번영하여 섬 전체가 하나의 도시의 모습을 지니고 있었다. 현재에는 무인도(無人島)이지만 기원전의 아크로폴리스와 제우스 신전 등의 잔해(殘骸)가 전 섬을 덮고 있다. 항구(港口) 시설도 없고 전기 시설도 없다.섬의 중앙에 와록(瓦碌)으로 된 반원형의 극장 유적이 있다. 이곳에서 최종의 델로스 집회를 개최하고 있다.
전기도 없는 무인도이기 때문에 날이 밝은 동안에 상륙해야 한다. 델로스 집회의 폐회식은 언제나 어두워지기 시작할 즈음에 열린다. 극장 주변에 횃불을 밝히고, 참가자는 한 사람씩 무대라고도 할 수 있는 중앙의 광장에 서서 집회에 대하여 감상과 제언(提言)을 말하는 것이다. 델로스 집회를 심포지엄이라 말하지 않고 심포시온이라고 말하는 것도 이 집회의 하나의 특징이다. 심포시온은 그리스어로서 심포지엄보다는 한층 좌담적인 형식의 집회를 뜻한다.
델로스 선언은 아테네 헌장과 같이 도시계획에 대해서 구체적인 제안을 하고 있는 것은 아니다. 그러나 그것은 곧 제안되어 아테네 헌장의 현대판이라 할 수 있을 것이 예상되고 있다. 1963년 최초의 선언은 세계를 싸고 있는 도시의 위기에 대한 제언이다. 이를 간단히 살펴보면 아래와 같다.
1. 역사상 도시는 인류의 문명 및 진보의 발상지(發祥地)였었다. 오늘날 인류의 다른 제도처럼 도시는 지금까지 볼 수 없었던 깊고 넓은 혁명의 상태에 놓여 있다(1조).
2. 이 혁명은 다이내믹한 변화라는 신호로 나아가고 있다. 금후 40년간에 세계의 인구는 70억에 달했다. 과학과 기술은 인류생활의 과정을 점점 복잡하게 한다.(중략). 우리들은 원자력을 써서 인류사회를 히로시마(廣島)처럼 수라장화 할 수도 있다(이하 생략, 2조).
3. 우리들이 가장 강력하게 제언하고 싶은 것은 우리들이 전세계적인 도시의 시민이라고 하는 것이다(6조의 일부).